# Moussonia deppeana
Moussonia deppeana är en tvåhjärtbladig växtart som först beskrevs av Diederich Franz Leonhard von Schlechtendal och Adelbert von Chamisso, och fick sitt nu gällande namn av Johannes von Hanstein. Moussonia deppeana ingår i släktet Moussonia och familjen Gesneriaceae. Inga underarter finns listade i Catalogue of Life.